# Eilandenregeling Nederlandse Antillen
De Eilandenregeling Nederlandse Antillen (ERNA) legde de autonomie van de verschillende eilandgebieden in de Nederlandse Antillen vast. De regeling werd afgekondigd op 3 maart 1951 per Koninklijk Besluit, vier jaar voordat de Staatsregeling van de Nederlandse Antillen van kracht werd, en bleef in gewijzigde vorm van kracht tot de Nederlandse Antillen werden opgeheven op 10 oktober 2010. Samen met de Staatsregeling vormde de eilandenregeling de constitutie van de Nederlandse Antillen.
Net als in een federale staat werden in de eilandenregeling slechts de zaken die niet tot de aangelegenheden van de eilandgebieden behoorden opgesomd (in artikel 2). Alle andere aangelegenheden werden als aangelegenheden van de eilanden beschouwd. Hierom werden de Nederlandse Antillen vaak gezien als federatieve staat.

## De eilandgebieden
| Vlag | Naam           | Hoofdstad   | Oppervlakte (km²) | Bijzonderheden                                                         |
| ---- | -------------- | ----------- | ----------------- | ---------------------------------------------------------------------- |
|      | Curaçao        | Willemstad  | 444               |                                                                        |
|      | Bonaire        | Kralendijk  | 288               |                                                                        |
|      | Sint Maarten   | Philipsburg | 34                | onderdeel van het eilandgebied Bovenwindse eilanden tot 1 januari 1983 |
|      | Sint Eustatius | Oranjestad  | 21                | onderdeel van het eilandgebied Bovenwindse eilanden tot 1 januari 1983 |
|      | Saba           | The Bottom  | 13                | onderdeel van het eilandgebied Bovenwindse eilanden tot 1 januari 1983 |
|      | Aruba          | Oranjestad  | 193               | op 1 januari 1986 afgescheiden van de Nederlandse Antillen             |